# 大岩川 (富山県)
大岩川（おおいわがわ）は、富山県中新川郡上市町を流れる白岩川の支流の二級河川。総延長は約12.0キロメートル。

## 特徴
高峰山を源流として、深いV字谷や大滝などを形成しながら下っていくが、大沢集落辺りで小盆地を形成する。その後再び深い谷となった後、浅生川や須山川を集めた後に富山平野へ出て、数kmほど流れてから白岩川に合流する。

## 地質
上流域では主に黒色流紋岩と泥岩からなる岩稲累層の上に、高峰山の第四紀の火山噴出物によって形成された厚い層が重なっている。流域にある落差20メートルの大滝は岩稲累層にかかる滝である。下流域は砂礫層が見られる。

## 自然
木本では、代償植生としてコナラが多く自生し、植林されたスギも多い。ブナは尾根周りに僅かに見られる。珍しいものでは大岩川の谷底にウラジオカシの自生が見られる。

## 観光
上市町を代表する観光地の一つである大岩山日石寺がある。
- 大滝
- 釜池
- ながら池
- つぶら池
- 日石寺
- 大岩不動の湯
- 城山の湧水